# 益田景祥
益田 景祥（ますだ かげよし、天正3年（1575年） - 寛永7年7月13日（1630年8月21日））は、石見国の国人、戦国武将、長州藩士。毛利家の重臣で問田益田家の初代。
父は益田元祥、母は吉川元春の娘。正室は児玉元良の娘｡再室は臼杵甚右衛門統尚の娘。兄弟に広兼、吉川家澄、就之、就景。子は就固、就貫。また娘は益田元堯室、阿曽沼就春室、児玉就信室、林就尚室、清水就信室らがいる。通称は七内、修理亮、河内守。官位は従五位下、諸大夫。号は道半。菩提寺は山口県山口市仁保下郷深野の玄答院。

## 生涯
天正3年（1575年）もしくは天正5年（1577年）、毛利家重臣益田元祥の二男として生まれる。生母は吉川元春の娘であるため景祥は元春の外孫にあたる。天正14年（1586年）ごろ幼少で筑前国の名族・宗像氏の養子となり、宗像才鶴を名乗る。のち文禄四年（1595年）に兄の益田広兼が急死したため､父元祥に乞われて実家に戻る｡
武人としての器量があったため小早川隆景に仕え、当時若年ながら朝鮮出兵で活躍し、隆景に軍功を称えられ偏諱を貰い、景祥と名のる。隆景が武家清華家に列した時に、諸大夫成している。その死後、豊臣秀吉から筑前名島周辺1万石で隆景の養子である秀秋に仕えるように命じられたが、苦慮の末に毛利輝元の直臣となった。関ヶ原の戦いの後、防長減封の時に父の元祥と共に奔走し、萩城の築城や萩藩の経済を立て直すなどの支配体制確立に功があった。
益田宗家は兄の子元堯が継いだため分家して、はじめ周防右田で2500石、長門江崎を経てのちに寛永2年（1625年）、周防吉敷郡問田深野などで4096石の知行を貰い、藩の寄組に列した。寛永7年（1630年）7月13日、山口において死去した。笠松山麓に葬られる。家督は嫡男の就固が継いだ。
なお、小早川隆景夫人が夫の死後に景祥を頼り、問田に移り住んだことから、問田大方と呼ばれる。